# 汽車儀表
汽車儀錶，是汽車專用的一系列儀錶。汽車儀錶板上的基本儀錶及燈號包括車速錶、轉速錶、里程錶、機油壓力錶、水温錶、油量錶以及一些指示和警號燈。

## 车速里程錶

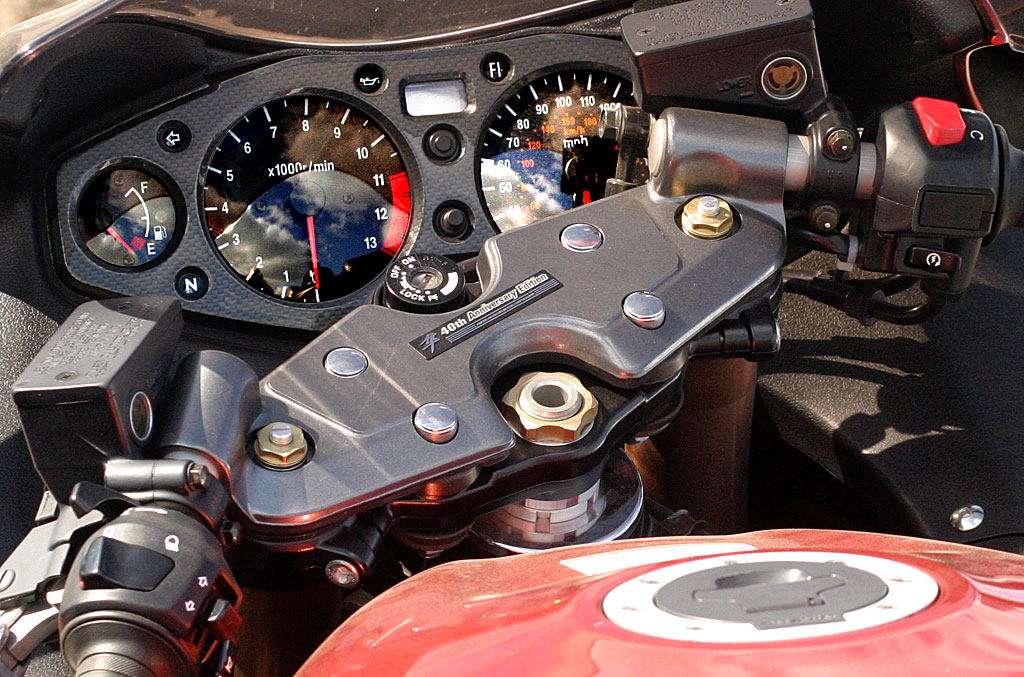
鈴木GSX1300R隼的车速里程表

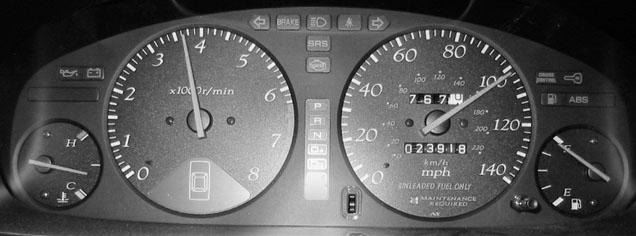
汽車儀表

车速里程錶由两个儀表组成：车速錶和里程錶。這些主要顯示车速和駕駛里程。

### 车速錶
车速錶分為机械式和電子式车速錶。机械式车速表靠一套齒輪軟軸運作，以測量齒輪旋轉提供數據。而電子式车速錶則從变速器中的速度传感器获取資訊，以顯示出車速。

### 里程錶
里程錶是主要測量駕駛里程，機械式的通过齒輪轉動次數和车速錶的資訊，顯示總駕駛里程；電子式的從速度傳感器取得里程資訊。因此，里程錶和车速錶被歸類成同一個儀表。
現今大部分汽車另設有副里程錶，可讓駕駛者得知每次歸零後的駕駛里程，以及該段駕駛里程的油耗。

## 转速錶
转速錶主要顯示发动机的转速，其運作方式為收取点火线圈所产生的电流並轉譯成資訊。

## 机油压力錶
机油壓力錶主要顯示机油所承受的压力。机油壓力表的測量儀設於发动机油管中，直接測量机油压力。

## 水温錶
水温錶主要顯示汽車冷卻水道中的水温。水温錶的測量儀設於发动机的冷却水道中，計量水温是否過高，從而警告司機。

## 油量錶
油量錶主要顯示燃油剩餘量。油量錶表的測量儀設於油缸中，直接測量燃油剩餘量。油量錶十分重要，提示司機燃油剩餘量及應否去補充燃油。
一般汽車的油量錶即使顯示為完全耗盡，汽車依然可行駛數公里，但此舉會導致油缸底部的油渣泵進油管及油隔而出現阻塞，從而影響發動及輸油系統運作。

## 指示和警號燈
汽車儀錶盤通常會有一些指示和警號燈，各有功用。

### 排气温度燈
排气温度灯主要警告司機排气的溫度過高。

### 正时齿形带指示燈
正时齿形带灯主要警告司機駕駛里程過長，須更換正时齿形带。

### 制动器燈
制动器灯主要警告司機緊急制动器還未解除。

### 防鎖制動系統
防鎖制動系統燈主要通知司機防鎖制動系統裝置已啟動。

### 安全气囊燈
安全气囊灯主要通知司機安全气囊系统是否正常運作。

### 危险警告燈
危险警告灯通常會於汽车出現危急情况或發生嚴重的故障时，預早警告其他道路使用者。

### 燃油燈
燃油灯主要警告司機燃油剩餘量不足，常與油量錶共同運作。

### 轉向燈
轉向燈主要用途為通知其他汽車此車將轉向、切線、調頭或靠路邊停泊，轉向燈分為轉左燈和轉右燈。

### 安全帶燈
在駕駛人未繫上安全帶即駕車，超過一定時速就會使安全帶燈亮起，並發出聲響提醒駕駛人。部份車款在乘客座椅裝有感測器，提醒乘客繫上安全帶。